# Olajumoke Adenowo
Olajumoke Olufunmilola Adenowo, née le 16 octobre 1968 dans l'État d'Oyo au Nigeria est une architecte. Elle est également animatrice de radio, philanthrope et écrivaine. Elle est surnommée la Starchitect.

## Formation
Olajumoke Adenowo rentre à l'université d'Ife (en), pour étudier l'architecture, à l'âge de 14 ans,. Elle obtient un baccalauréat universitaire en sciences en architecture, en 1988, puis une maîtrise universitaire ès sciences en architecture.

## Source de la traduction
- (en) Cet article est partiellement ou en totalité issu de l’article de Wikipédia en anglais intitulé « Olajumoke Adenowo » (voir la liste des auteurs).